# Vranjak (biljni rod)
Vranjak (lat. Gymnadenia), rod trajnica iz porodice orhideja (podtribus Orchidinae). U strogom smislu (bez roda Nigritella) pripada mu 8 vrsta, plus jedna notovrsta a raširen je po Europi, umjerenoj Aziji i Kini
U Hrvatskoj su poznate dvije vrste mrežasti vranjak (Gymnadenia conopsea) i mirisni vranjak (Gymnadenia odoratissima). 

## Vrste
1. Gymnadenia bicornis Tang & K.Y.Lang
2. Gymnadenia borealis (Druce) R.M.Bateman, Pridgeon & M.W.Chase
3. Gymnadenia conopsea (L.) R.Br.
4. Gymnadenia crassinervis Finet
5. Gymnadenia densiflora (Wahlenb.) A.Dietr.
6. Gymnadenia emeiensis K.Y.Lang
7. Gymnadenia odoratissima (L.) Rich.
8. Gymnadenia orchidis Lindl.
9. Gymnadenia ×intermedia Peterm.